# Warrington (Florida)
Warrington is een plaats (census-designated place) in de Amerikaanse staat Florida, vlak bij Pensacola. Bestuurlijk gezien valt Warrington onder Escambia County. Naval Air Station Pensacola in Warrington maakt deel uit van de belangrijke marinehaven van Pensacola.

## Demografie
Bij de volkstelling in 2000 werd het aantal inwoners vastgesteld op 15.207.

## Geografie
Volgens het United States Census Bureau beslaat de plaats een oppervlakte van
22,0 km², waarvan 17,0 km² land en 5,0 km² water.

## Plaatsen in de nabije omgeving
De onderstaande figuur toont nabijgelegen plaatsen in een straal van 16 km rond Warrington.